# Osvaldo Lacerda
Osvaldo Costa de Lacerda (født 23. marts 1927, død 18. juli 2011 i Sao Paulo, Brasilien) var en brasiliansk komponist, pianist, lærer og professor. Lacerda studerede klaver og komposition hos bl.a. Camargo Guarnieri, Aaron Copland og Vittorio Giannini.
Han har skrevet orkesterværker, sange, klaverstykker, kammermusik, korværker etc.
Lacerda underviste som lærer og professor i komposition på bl.a. Escola Municipal de Musica i Sao Paulo.

## Udvalgte værker
- Piratininga (1962) (suite) - for orkester
- Koncert (1964) - for strygeorkester
- Invocacão e Ponto (Tilkaldelse og punkt) (1968) - for trompet og strygeorkester
- Seresta (Syde) (1968) - for obo og strygeorkester
- Quatro Peças Modais (Fire modalstykker) (1975) - for strygeorkester